# لوثر أورلاندو إيمرسون
لوثر أورلاندو إيمرسون (بالإنجليزية: Luther Orlando Emerson)‏ هو ملحن أمريكي، ولد في 3 أغسطس 1820 في مين في الولايات المتحدة، وتوفي في 29 سبتمبر 1915 في ماساتشوستس في الولايات المتحدة.

## وصلات خارجية
- لوثر أورلاندو إيمرسون على موقع ميوزك برينز (الإنجليزية)
- لوثر أورلاندو إيمرسون على موقع أول ميوزيك (الإنجليزية)
- لوثر أورلاندو إيمرسون على موقع ديسكوغز (الإنجليزية)